# Polyphemus (geslacht)
Polyphemus is een geslacht van kreeftachtigen uit de klasse van de Branchiopoda (blad- of kieuwpootkreeftjes).

## Soorten
- Polyphemus exiguus G.O. Sars, 1897
- Polyphemus pediculus (Linnaeus, 1761)